# Taco van den Honert

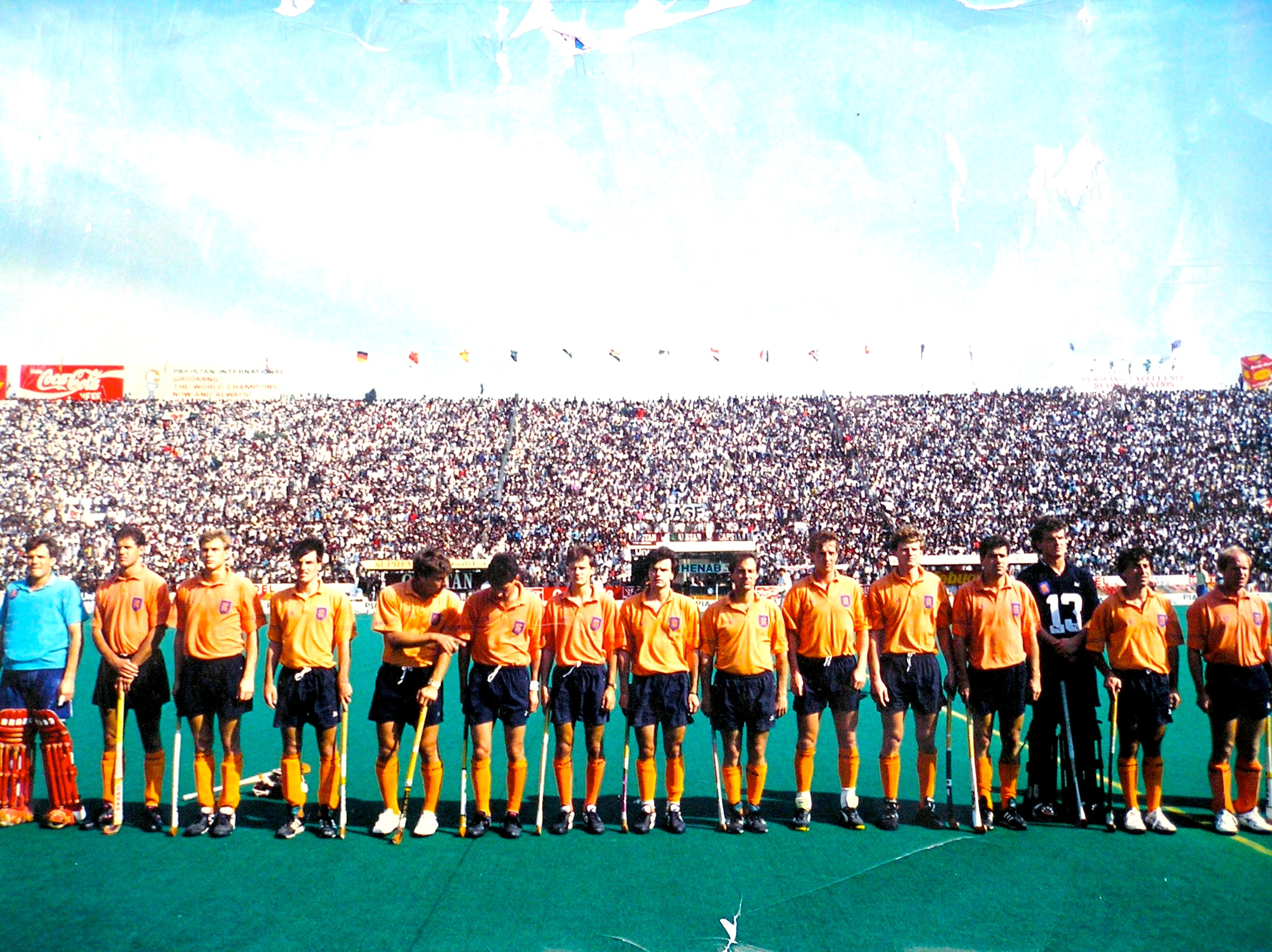
Die niederländische Mannschaft vor dem Weltmeisterschaftsfinale 1990. Taco van den Honert ist der siebte von links.

Taco Hajo van den Honert (* 14. Februar 1966 in Leiden) ist ein ehemaliger niederländischer Hockeyspieler, der bei den Olympischen Spielen 1996 und der Weltmeisterschaft 1990 jeweils die Goldmedaille gewann.

## Sportliche Karriere
Der 1,76 m große Taco van den Honert erzielte in 215 Länderspielen für die niederländische Nationalmannschaft 115 Tore.
Seine erste internationale Medaille gewann Taco van den Honert bei der Europameisterschaft 1987 in London. Die Niederländer belegten in der Vorrunde den zweiten Platz hinter der englischen Mannschaft. Im Finale trafen die beiden Mannschaften erneut aufeinander und die Niederländer gewannen nach Siebenmeterschießen.
Bei den Olympischen Spielen 1988 in Seoul belegten die Niederländer in der Vorrunde den zweiten Platz hinter den Australiern. Im Halbfinale unterlagen die Niederländer der deutschen Mannschaft mit 1:2. Da auch die Australier ihr Halbfinale gegen die Briten verloren, trafen die Australier und die Niederländer im Spiel um den dritten Platz erneut aufeinander. Die Niederländer gewannen mit 2:1.
Bei der Weltmeisterschaft 1990 in Lahore waren die Niederländer in der Vorrunde Zweite hinter den Australiern. Nach dem 3:2-Halbfinalsieg über die deutsche Mannschaft gewannen die Niederländer im Finale mit 3:1 gegen die Mannschaft des Gastgeberlandes Pakistan.
1992 trafen sich die Mannschaften Pakistans und der Niederlande bei den Olympischen Spielen in Barcelona sowohl in der Vorrunde als auch im Spiel um den dritten Platz und beide Male siegten die Pakistaner. Zwei Jahre später im Finale der Weltmeisterschaft 1994 trafen Pakistan und die Niederlande erneut aufeinander und wieder siegte die Mannschaft Pakistans. Mit zehn Toren war Taco van den Honert erfolgreichster Torschütze des Turniers.
Zum Abschluss seiner Karriere nahm Taco van den Honert an den Olympischen Spielen 1996 in Atlanta teil und war mit sieben Treffern erfolgreichster Torschütze der Niederländer. Die Niederländer gewannen ihre Vorrundengruppe und bezwangen im Halbfinale die Deutschen mit 3:1. Im Finale siegten sie mit 3:1 über die spanische Mannschaft.
Auf Vereinsebene spielte Taco van den Honert für den Haagsche Hockey en IJshockeyclub (HHIJC), heute aufgegangen im HC Klein Zwitserland. Später war er als Trainer tätig, unter anderem war er Assistenztrainer sowohl bei der niederländischen Nationalmannschaft der Damen als auch bei den Herren.